# クイン・ウィルマンス
クイン・ウィルマンス（英語：Quinn Wilmans、1982年12月8日 - ）は、南アフリカ共和国・ケンプトン・パーク出身のフィギュアスケート選手（女子シングル）。

## 主な戦績
| 大会/年          | 1999-00 | 2000-01 | 2001-02 |
| ---------------- | ------- | ------- | ------- |
| 四大陸選手権     | 19      | 30      | 25      |
| 世界Jr.選手権    | 39      | 28      |         |
| 南アフリカ選手権 | 1 J     | 2       | 3       |